# Mykhaïlo Yejel
Mykhaïlo Bronislavovytch Yejel (en ukrainien : Михайло Броніславович Єжель, né le 19 octobre 1952 à Sloboda-Ialtouchkivska) est un militaire et homme politique ukrainien. Il occupait le poste de ministre de la Défense dans le gouvernement ukrainien de Mykola Azarov, dans les années 2010 à 2012.

## Biographie
Mykhaïlo Iejel naît en 1952, dans l'oblast de Vinnytsia. Il entame une carrière militaire en 1970, à l'issue de ses études. Il sert dans la marine soviétique, et plus précisément au sein de la Flotte du Pacifique, de 1975 à 1993.
Après l'indépendance, Iejel revient en Ukraine pour servir dans la marine ukrainienne. Le 22 juillet 1999, il est décoré de l'Ordre de Bohdan Khmelnytsky (3e classe) par le président Leonid Koutchma.
D'août 2001 à avril 2003, il est le commandant de la marine ukrainienne. Il prend sa retraite militaire en 2003, avec le grade d'amiral.
Le 11 mars 2010, Mykhaïlo Iejel est nommé ministre de la Défense par la Verkhovna Rada dans le gouvernement de Mykola Azarov.